# Badan Nasional Penanggulangan Bencana

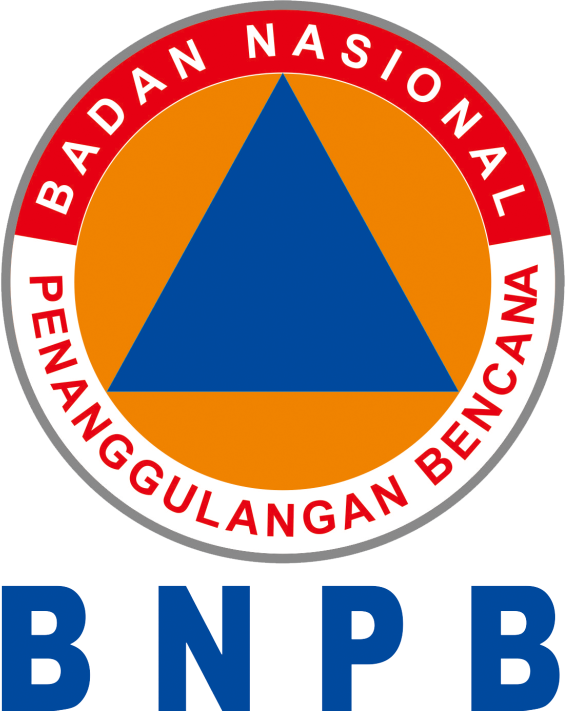

Badan Nasional Penanggulangan Bencana (deutsch: Nationale Agentur für Katastrophenschutz), abgekürzt BNPB, ist der indonesische Katastrophenschutz. Die Organisation hat ihren Sitz in Jakarta und ihr Präsident ist Willem Rampangilei.
Die staatliche Organisation wurde im Jahr 2008 gegründet und löste das Badan Koordinasi Nasional Penanggulangan Bencana (deutsch: Nationales Koordinierungsgremium für Katastrophenmanagement) ab, welches 1979 gegründet wurde und nicht der direkten Regierungsverfügung unterstand. Der Indonesische Präsident ist dem BNPB gegenüber direkt weisungsbefugt und er setzt dessen Direktor ein.
BNPB arbeitet mit nationalen und internationalen NGOs sowie Universitäten und UN-Agenturen zusammen, um Erfahrungen auszutauschen. Die Agentur setzt stark auf die Hilfe von Freiwilligen bei Katastrophenfällen.
Der BNPB-Sprecher Sutopo Purwo Nugroho († 2019) war in Indonesien weithin geachtet.